# Ривервју (Алабама)
Ривервју (енгл. Riverview) град је у америчкој савезној држави Алабама. По попису становништва из 2010. у њему је живело 184 становника.

## Демографија
Према попису становништва из 2010. у граду је живело 184 становника, што је 85 (85,9%) становника више него 2000. године.
| Група             | 2000.      | 2010.       |
| Белци             | 91 (91,9%) | 180 (97,8%) |
| Афроамериканци    | 1 (1,0%)   | 0 (0,0%)    |
| Азијати           | 0 (0,0%)   | 0 (0,0%)    |
| Хиспаноамериканци | 2 (2,0%)   | 3 (1,6%)    |
| Укупно            | 99         | 184         |